# Осада Каср-аль-Бахили
Осада Каср-аль-Бахили близ Самарканда силами Тюргешского каганата состоялась в 721 или 720 году. Значительным силам тюргешей противостоял небольшой арабский гарнизон численностью в 100 человек. Направленным омейядским наместником Хорасана арабским подразделениям и местным иранским союзникам под командованием аль-Мусайяба ар-Рийяхи удалось снять осаду и вывести гарнизон и мирных жителей в безопасное место. Осада ознаменовала начало вторжения тюргешей в Трансоксиану, лишь недавно покорённую арабами, и начало серии сражений за контроль над регионом, что растянулась на последующие два десятилетия.

## Предыстория
Трансоксиана (араб. «Мавераннахр») была завоёвана омейядским полководцем Кутейбой ибн Муслимом во времена правления халифа аль-Валида I (705—715), после арабских завоеваний Персии и Хорасана в середине VII века. В 719 году местные князья запросили у китайцев и их тюргешских вассалов военную помощь против Халифата.
Ситуация усугублялась из-за некомпетентности арабского наместника Абд аль-Рахмана ибн Нуайма. Его преемник Саид, вступивший в должность в 720 году, был не намного лучше: у него не было опыта управления провинцией, а также знания местности, а из-за своей антивоинственности от хорасанцев он получил прозвище «Хухнджайна» (дословно — «Флиртующий»). Но Саид смог компенсировать свои недостатки когда назначил способного Шуаба ибн Зухайра ан-Нахшали своим заместителем в Самарканде. Однако после беспорядков среди местного населения он был уволен и заменён Усманом ибн Абдаллахом ибн Мутаррифом ибн аш-Шихиром. По словам шотландского востоковеда Гамильтона Гибба, это было сделано в тщетной попытке успокоить повстанцев.

## Осада
Слабость арабской администрации и обращения князей привели к тому, что правитель тюргешей, каган Сулук организовал нападение на арабов, которое застало их врасплох. Под руководством Бага-тархана тюргешам удалось окружить крепость Каср-аль-Бахили («форт Бахили»), чей гарнизон, согласно арабскому историку ат-Табари насчитывал лишь сотню воинов с их семьями. Опасаясь, что подкрепление из Самарканда не прибудет вовремя, гарнизон Каср-аль-Бахили предложил Бага-тархану перемирие в обмен на выплату 40 тысяч серебряных дирхамов, а также 17 человек в качестве заложников до тех пор, пока дань не будет уплачена.
В 720 или 721 году, когда арабский наместник Самарканда ибн аш-Шихир узнал о нападении тюргешей, он собрал отряд добровольцев из арабских поселений Хорасана численностью в 4 тысячи человек, но, по словам ат-Табари, когда назначенный им полководец ар-Рийяхи предупредил их, что они собираются выйти против тюргешского кагана и, возможно, пасть мученической смертью, из добровольцев осталось лишь 1300 человек. В дальнейшем ар-Рияхи, пройдя примерно половину пути, повторил свои слова, из-за чего с ним осталось лишь около 700 самых стойких бойцов. Во время марша арабов встретил местный правитель, князь Кийи, который сообщил им о событиях в Каср-аль-Бахили и добавил, что Бага-тархан, узнав о приближении арабов, убил всех заложников. Он также предупредил арабов, что вся иранская аристократия в этом районе перешла на сторону тюргешей, и предложил 300 своих людей, чтобы помочь им.
Когда армия оказалась на расстоянии в 12 км от форта Каср-аль-Бахили, ар-Рийяхи послал двух всадников, одного араба и одного неараба, чтобы подойти к форту и изучить ситуацию под покровом ночи. Несмотря на то, что тюргеши затопили территорию вокруг форта, чтобы затруднить доступ, разведчикам удалось связаться с гарнизоном и сообщить им о приближении союзной армии, прежде чем вернуться к ар-Рийяхи. Получив сообщение о сложившейся ситуации, арабский военачальник решил немедленно выдвинуться и подготовить позиции для атаки на тюргешей, по-прежнему находясь в темноте. Он поручил своим людям закрепить намордники на лошадях таким образом, чтобы они не могли издать не единого звука, и сосредоточиться на том, чтобы сломить сопротивление врага. Также ар-Рияхи повелел воздержаться от преследования.
С рассветом арабы, приблизившись за ночь к тюргешскому лагерю на расстояние двух полётов стрелы, пошли в конную атаку с криками «Аллаху Акбар». Арабы проникли глубоко в лагерь тюргешей, но те не запаниковали и отбили атаку. Арабы отступили, понеся многочисленные потери. По словам очевидца, который был в форте, которые передаёт ат-Табари, «когда две армии вступили в битву, мирные жители думали, что настал конец света». Они услышали стоны, издаваемые солдатами, звон железа и ржание лошадей. В конце концов арабы добились победы, хотя источники, процитированные ат-Табари, не упоминают никаких деталей. Ар-Рийяхи приказал своим людям двигаться прямо к форту и помочь эвакуировать его гарнизон и при этом не уносить никаких товаров из форта кроме денег и не пытаться спасти тех, кто не сможет ходить, кроме женщин, детей и совсем немощных телом. Арабы отправились в Самарканд, так что вернувшиеся на следующий день тюргеши обнаружили, что крепость пуста и не обнаружили поблизости ничего кроме трупов своих людей.

## Последствия
Эти события побудили Омейядов назначить Саида ибн Амра аль-Хараши губернатором Хорасана. Он достаточно быстро перехватил инициативу, победил мятежников в Самарканде и приступил к восстановлению мусульманского правления почти до того уровня, что был во времена Кутейбы, за исключением Ферганской долины, контроль над которой был потерян. Тем не менее, в 724 году наследник аль-Хараши Муслим ибн Саид аль-Килаби и его армия потерпели тяжелое поражение (так называемый «День Жажды») от рук тюргешей во время попытки покорения Ферганы. Оно вынудило арабов окончательно перейти к обороне.
Широкое недовольство арабским правлением привело к всеобщему восстанию в Трансоксиане в 728 году. Арабы были изгнаны почти со всего региона, а тюргеши в 737 году даже вторглись в Хорасан. После этого Трансоксиана оставалась пограничным регионом, контроль над которым постоянно оспаривался, а арабы не могли восстановить свои позиции до начала кампаний наместника Омейядов Насра ибн Сайяра в 739—741 годах, который воспользовался распадом Тюргешского каганата после убийства Сулука в 738 году и окончательно восстановил арабское правление в регионе.